# Pele (Io)

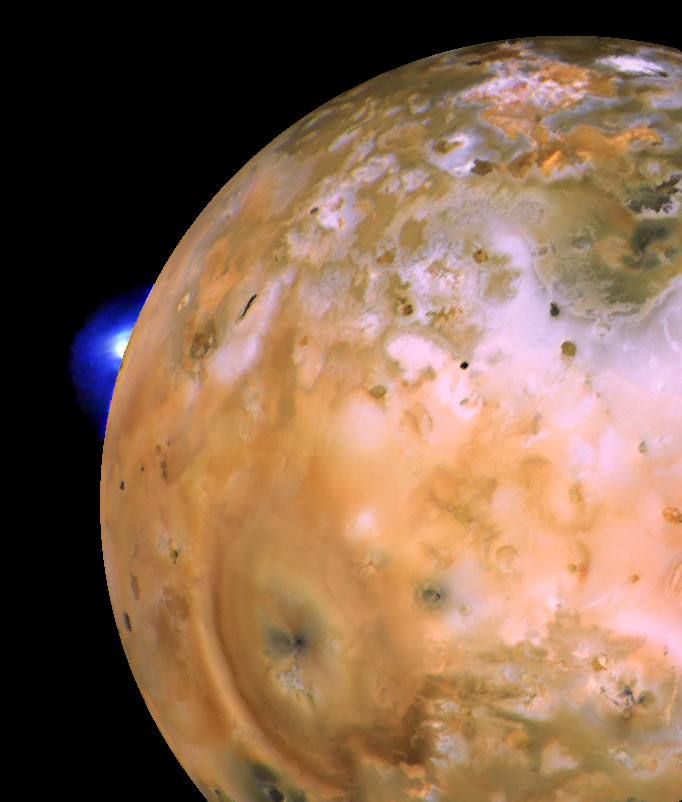
Io met aan de rand een rookpluim van Loki Patera. Onder, omgeven door een bruine ring is Pele

Pele is een vulkaan op de maan Io. Dit is een maan die om de planeet Jupiter heen draait en bekendstaat vanwege de hoge mate van vulkanische activiteit.
Deze vulkaan, met een grondvlak van ca. 20 bij 30 km, is gelegen op een plateau dat het Danube Planum wordt genoemd.
Pele is naar de gelijknamige godin uit de Hawaïaanse mythologie vernoemd.